# Hoguine
Die Hoguine ist ein Rüstungsteil an europäischen Schutzwaffen.

## Beschreibung
Die Hoguine besteht in der Regel aus Stahl. Sie ist ein Bestandteil der Rückenpanzerung, die ausschließlich an Rüstungen für den Fußkampf benutzt wird. Die Hoguine beginnt unterhalb der Hüfte und besteht aus bandförmigen Stahlplatten, die horizontal und überlappend angeordnet sind. Diese Platten laufen bis unterhalb des Gesäßes. Dort sind für jedes Bein getrennte Plattenteile angearbeitet, die am Oberschenkel anliegen. Die Hoguine dient zum Schutz des Gesäßes an Rüstungen zum Fußkampf. An Rüstungen, die zum berittenen Einsatz gedacht sind, kann man sie nicht verwenden, da sie ein Sitzen im Sattel unmöglich machen. Ein Exemplar dieser Rüstungsart wird im Metropolitan Museum, New York ausgestellt.